# 春一番 (キャンディーズの曲)
「春一番」（はるいちばん）は、1976年3月1日に発売されたキャンディーズの9枚目のシングル。1978年の解散コンサート時点でのシングル売上は累計49万枚（CBS・ソニー調べ）。

## 収録曲
1. 春一番（3分6秒）
作詞・作曲・編曲：穂口雄右
  - 元々は前年4月発売のアルバム『年下の男の子』に収録されていた曲である。アルバム収録曲のシングルカットは渡辺プロダクション所属の歌手の曲としては初の試みであったという。
  - ただし、シングル化に当たってはアルバムバージョンと同じリズムトラックにストリングスとブラスがオーバーダビングされ、ベースやドラムを抑えボーカルを強調したミックスにするなど、より軽快な印象になるようアレンジされた。
  - シングル化に当たっての最大の功労者は、当時のプロデューサーの松崎澄夫である。松崎は「春一番」を最初に聴いた時から次の年のシングルにしようと考えていて、シングルに向けて松崎が率先して渡辺プロダクションのスタッフの協力を求めてシングル化が実現した。当時の渡辺プロダクションはチームで動いていたので、ファンクラブも含めた多くのスタッフの尽力によって達成した成果と考えて間違いない。ちなみに、当時ホリプロに所属して山口百恵のディレクターであった川瀬泰雄は、キャンディーズが「春一番」をレコーディングしている時に隣のスタジオで山口百恵のレコーディングをしていたが、スタジオで鳴り響いていた「春一番」を聞いて、松崎に「これ絶対良いよ、シングルにしようよ」と勧め、松崎も賛同していた。つまり、ずっと前からレコーディングスタッフと穂口の中では「春一番」のシングル化の決意が決まっていたのである。
  - 作詞は当初千家和也が行う予定であったが、穂口がメロディを決定する際に仮に書いた歌詞を千家が評価し、正式な作詞も穂口が行うことになった[3]。
  - 服部時計店のCMソングに起用された。
  - キャンディーズが1976年の『第27回NHK紅白歌合戦』へ2年連続2回目の出場を果たした際に本曲を歌唱した。
  - 2012年3月31日に、楽曲を制作した穂口が日本音楽著作権協会（JASRAC）を退会し、その関係で通信カラオケ事業者の大手である第一興商とエクシングがこの曲のカラオケ配信を停止したため、一時一部のカラオケ店で歌えない状態になっていた。2015年に穂口がJASRACにこの曲の管理権を戻したため、解消している。（詳細は穂口の項を参照)
  - 本曲よりCBS・ソニーの担当ディレクターとして若松宗雄が携わっている。元々営業畑であった若松が制作に転じて担当した最初の歌手がキャンディーズで、「アン・ドゥ・トロワ」までの楽曲制作を担当している。その後企画制作6部のチーフプロデューザーに転出、松田聖子を発掘することになる。
  - 阿久悠は自身の著書『実戦的作詞講座』の中で「この曲は三橋美智也のためにほしかった」と綴っている[要追加記述]。
2. 二人だけの夜明け（3分19秒）
作詞：竜真知子／作曲：宮本光雄／編曲：竜崎孝路

※ボツになったが「お久ぶりですね」というバージョンも存在する。

## 参加ミュージシャン
「春一番」
- 水谷公生 - ギター[4]
- 武部秀明 - ベース[4]
- 田中清司 - ドラムス[4]
- 穂口雄右 - シンセサイザー、クラビネット[4]
- ラリー寿永 - パーカッション[5]

## 収録アルバム
オリジナル
- 『年下の男の子』 (#1)
- 『春一番』 (#1)

ベスト
- 『GOLDEN☆BEST キャンディーズ』 (#1)

コンピレーション
- 『春の桜と優雅に語らう17の知恵』 (#1)

## 「春一番」のカバー
- クリスタル・スリー（1978年）
  - シングル「ディスコ ハートのエースが出てこない」のB面曲としてカバー。曲名は「ディスコ 春一番 (HARU ICHIBAN)」。歌詞は英語（訳詞：MITSU NANAMI、編曲：BETTY ROSS、MIKE THOMPSON[6]）。サビの一フレーズのみ日本語で歌唱している。
- ワイルド・フラワーズ（1978年）
  - シングル「ディスコ春一番 (SPRING FEVER)」でカバー。歌詞は英語（英語詞：シルビア・スミス、編曲：ジム・ローシー[7]）。サビの一フレーズのみ日本語で歌唱している。
- ONCE UPON A TIME（1991年）
  - アルバム『SPRING IS JUST AHEAD』でカバー[8]。
- 姜小青（1994年）
  - サントリー烏龍茶のコマーシャルソングとして中国語でカバーされ、2003年発売のコラボレーションアルバム『烏龍歌集「チャイ」サントリー烏龍茶CMソングコレクション』に収録された。
- ウルフルズ（1996年）
  - シングル「バンザイ 〜好きでよかった〜」のカップリング曲としてカバー。
- ゆず（2001年）路上時代によく歌っていた曲。収録されているライブ音源は夏前ということで、オリジナルとは歌詞を一部変えている。
  - ライブアルバム『歌時記 〜ふたりのビッグ（エッグ）ショー篇〜』に収録。
- いきものがかり（2007年）
  - シングル「うるわしきひと/青春のとびら」のカップリング曲としてカバー。
- たかはし智秋、今井麻美（2009年）
  - アルバム『THE IDOLM@STER RADIO 歌道場』でカバー。
- 早見沙織、野水伊織、美名（2009年）
  - アルバム『そらのおとしもの エンディングテーマ・コレクション』でカバー。
- 若旦那（2012年）
  - シングル「俺が俺が〜世界中が敵になっても〜/春一番」でカバー。
- 上國料萌衣（アンジュルム）（2022年）
  - 日本マクドナルドのCMソング[9]